# 桃园街道 (沙湾市)
桃园街道，是中华人民共和国新疆维吾尔自治区塔城地区沙湾市下辖的一个街道。2023年5月6日，经自治区人民政府批复，沙湾市撤销三道河子镇，分别设立桃园、团结、书香、凯旋四个街道办事处。

## 行政区划
桃园街道下辖以下地区：
天山路社区、凯旋路社区、塔城路社区、人民路社区、沙城路社区、光明路社区、广场路社区、少年路社区、体育场路社区、奎屯路社区、乌鲁木齐西路社区、伊宁路社区、乌鲁木齐东路社区和老沙湾路社区。